# Histoire du Liberia

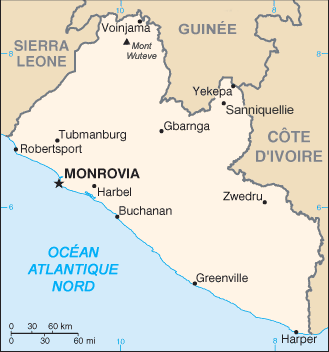
Carte du Liberia

L'histoire du Liberia en tant que pays commence en 1847, année où il devient officiellement indépendant de la Société américaine de colonisation, l'American Colonization Society, qui avait installé des esclaves noirs libérés à proximité du Cap Mesurado. Rapidement, un malaise entre Américano-Libériens et population autochtone apparaît.

## Avant 1821

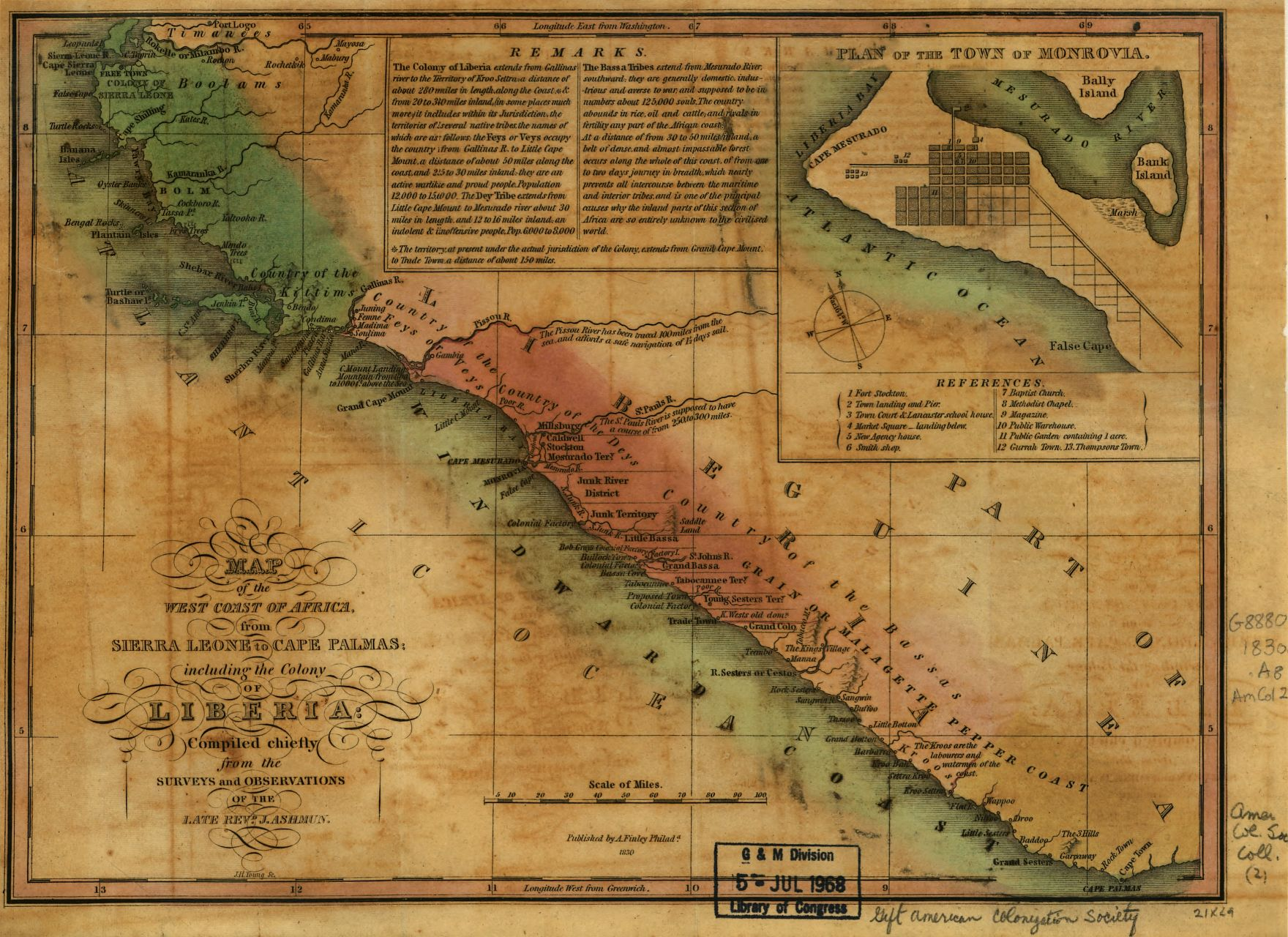
Carte de cette région vers 1830

Le premier contact avec les populations autochtones est établi en 1461 par les explorateurs portugais qui désignent le pays sous le nom de Costa da Pimenta. En 1602 les Néerlandais créent un poste de traite à Grand Cape Mount, détruit l'année suivante. C'est en 1663 que les Anglais installent un comptoir.
- Groupes ethniques au Libéria
- Langues du Libéria
- Capitalisme marchand, Compagnies européennes fondées au XVIIe siècle (portugaises, britanniques, françaises, néerlandaises...)
- Côte du Poivre (Maniguette, grains de paradis, Grain Coast), Windward Coast (en)
- Traites négrières, Commerce triangulaire
- Royal African Company (1672-1752), dont (au Sierra Leone actuel : Île de Bunce et Île Bonthe)

## Colonisation américaine
En 1817, le pasteur américain presbytérien abolitionniste Robert Finley du New Jersey crée aux États-Unis l'American Colonization Society, en lui assignant comme objectif l'aide à la remigration d'Afro-Américains affranchis vers l'Afrique. En 1820, cette association arme un brick, l’Elizabeth à destination de l'Afrique de l'Ouest. Outre l'équipage, l'expédition est composée de 88 colons noirs dont Jehudi Ashmun et Elijah Johnson ainsi que 3 agents blancs de la société américaine de colonisation. Le 9 mars 1820, ils accostent à l'Île Bonthe (Sherbro Island) au Sierra Leone actuel.
Les colons rencontrent des conditions hostiles et souffrent de lourdes pertes dues à la malaria et la fièvre jaune dont les 2 agents de la société qui meurent lors des premières semaines. La traite négrière a toujours cours sur la côte où ils s'installent même si les Britanniques l'ont récemment interdite. Les Anglais saisissent les bateaux négriers espagnols, portugais et français ainsi que leurs cargaisons d'esclaves qu'ils relâchent sur ces mêmes côtes. En 1821, les survivants rejoignent Providence Island sur le site actuel de la ville de Monrovia où la société rachète des terres à l'embouchure du fleuve Saint-Paul.
Depuis le début des années 1830, quelques citoyens de Philadelphie subventionnent la création de Port-Cresson (aujourd'hui Buchanan) pour permettre aux colons noirs de contrôler l'embouchure du fleuve Saint-John, et empêcher l'embarquement de 1 200 esclaves par mois. Le négociant américain Elliott Cresson, après une tournée promotionnelle en Europe, débarque au Libéria au début de 1833 pour participer à la création de cette colonie ; mais la colonie de Port-Cresson est dès 1835 la proie d'un raid des tribus Bassa, poussées par les trafiquants d’esclaves espagnols : tous les bâtiments sont détruits, 20 des 126 colons sont tués, les survivants parvenant à se réfugier dans la colonie voisine d’Edina. Un mois plus tard, une nouvelle colonie voit le jour à Bassa Cove.

## Création de la République, domination des Américano-Libériens (1847-1980)
En 1847, la colonie devenue Commonwealth du Liberia en 1838, devient une république indépendante. La déclaration d'indépendance du Liberia (en) (1847) est rédigée par Hilary Teague, un membre de l'American Colonization Society venu des États-Unis, et est ratifiée le 16 juillet 1847. Le suffrage censitaire permet aux américano-libériens de conserver le pouvoir durant un siècle.
Le Liberia s'était proclamé neutre au début de la Première Guerre mondiale. Mais le blocus de l'Empire allemand par les Alliés et la guerre sous-marine que les Allemands leur opposaient réduisirent à néant le commerce extérieur de ce petit pays d'Afrique occidentale provoquant une grave crise financière et économique. Espérant se faire bien voir des États-Unis dont il voulait obtenir un prêt, le Liberia rompit ses relations diplomatiques avec l'Allemagne le 5 mai 1917 (en raison de son isolement la nouvelle ne fut connue en Europe et à New York que le 9 mai). Le 4 août 1917, il lui déclara la guerre sans l'intention de la mener, le but étant de s'emparer des biens des ressortissants allemands relativement nombreux car l'Allemagne était le premier partenaire du Liberia avant 1914 (la nouvelle ne fut connue en Europe et à New York que le 7 août). Le 10 avril 1918, un sous-marin allemand pénétra dans le port de Monrovia, coula l'unique navire de la marine libérienne (un voilier), bombarda la ville dans le but de détruire les stations de radio et du télégraphe tuant plusieurs civils (quatre ?) puis quitta la place quand un bateau à vapeur britannique alerté par radio s'approcha.
Au début du XXe siècle, près d'un tiers du budget de l’État libérien provient de la taxe des travailleurs africains, dont l'élite elle-même ne s’acquitte pas. Cette situation entraine des soulèvements réprimés avec violence. Lourdement endetté, le Liberia reste aligné sur Londres, Paris et Washington pour les questions de natures diplomatiques. Le pays connait une reprise économique dans les années 1920 grâce à la vente des propriétés allemandes confisquées pendant la guerre.
En 1931, la Société des Nations condamne les conditions de travail forcé imposées aux autochtones par les américano-libériens pour le compte de multinationales de l'industrie du caoutchouc. Le scandale contraint le gouvernement à la démission. En 1936, le nouveau gouvernement interdit le travail forcé. Néanmoins, les autochtones, privés de droit de vote, restent des citoyens de seconde zone. C'est en mai 1945 que le président William Tubman accorde le droit de vote aux autochtones.
À partir de 1960, le Liberia entre dans une période de vingt années de prospérité, grâce à des concessions offertes à des multinationales étrangères (principalement américaines et allemandes) pour l'exploitation des gisements de minerai de fer.
- Liste des présidents de la république du Liberia, vice-président de la république du Liberia
- 1944-1971 : présidences William Tubman (1895-1971)

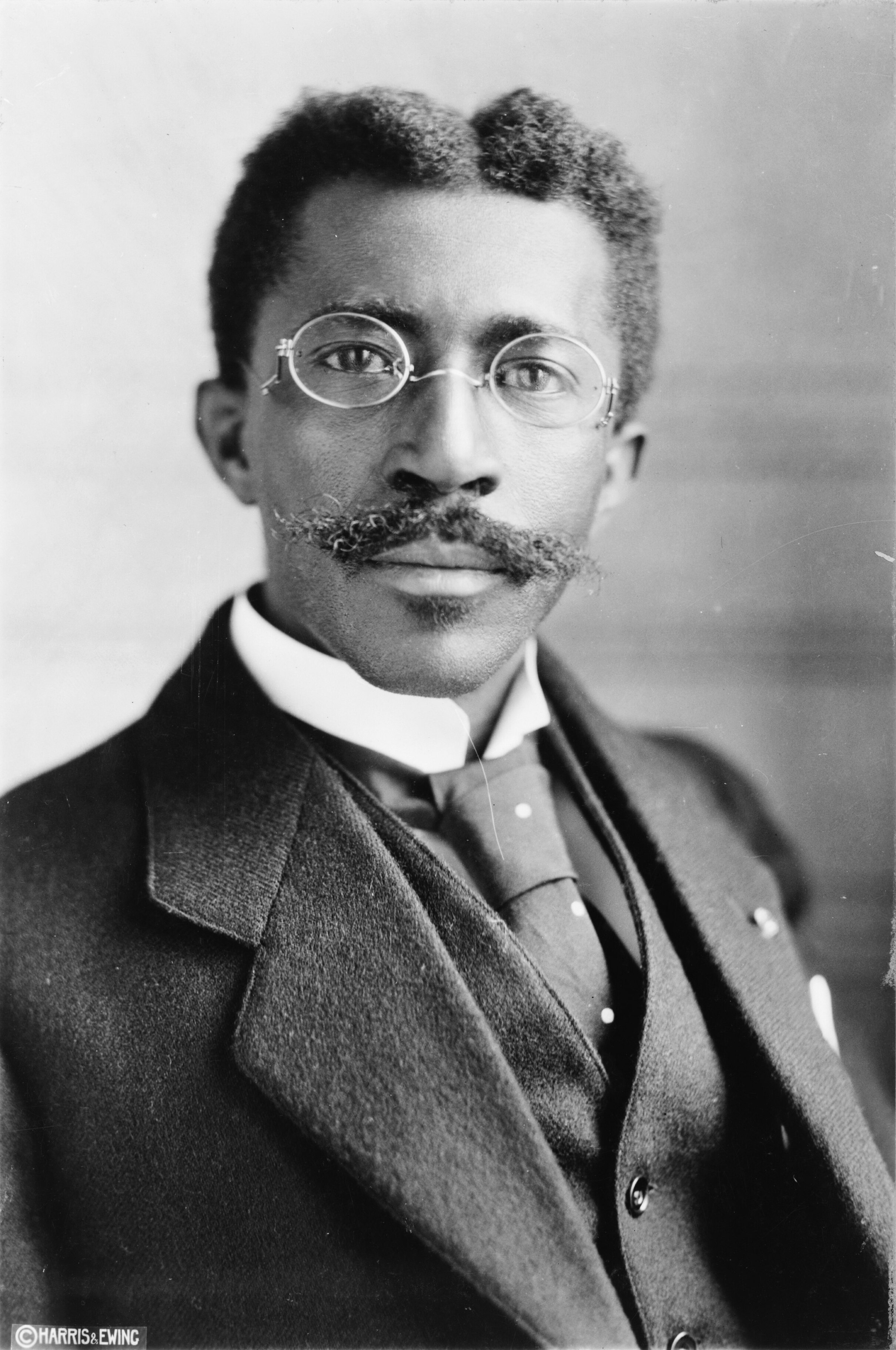
Charles D. B. King 1920-1930
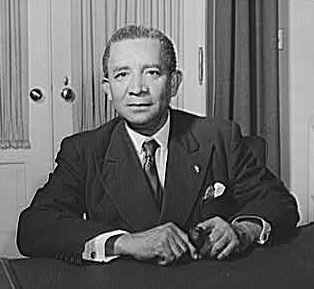
Edwin Barclay 1930-1944
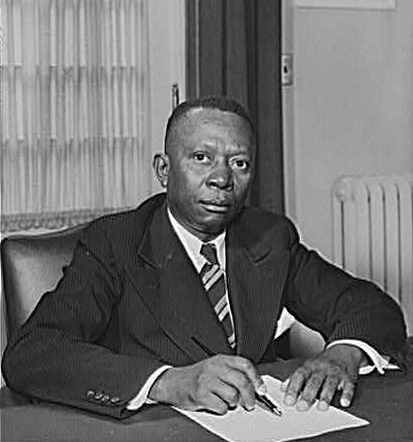
William Tubman 1944-1971
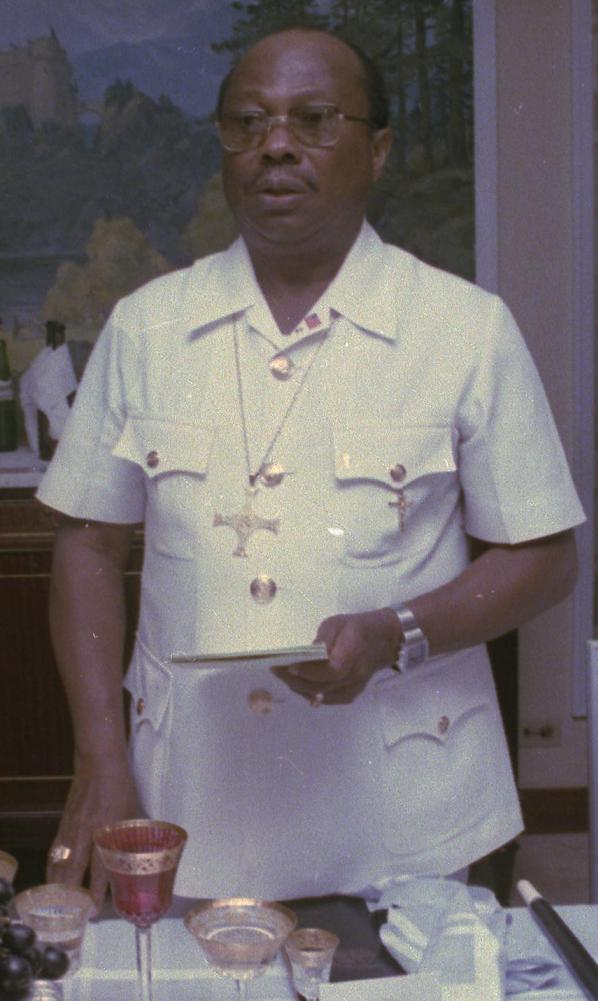
William Richard Tolbert 1971-1980
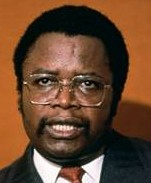
Samuel Doe 1980-1990

## Présidence William Tolbert, puis renversement du pouvoir des américano-libériens (1971-1980)
En 1971, William Tolbert (1913-1980), vice-président depuis 1951, accède à la présidence à la suite de la mort du président Tubman. La politique économique qu'il mène accroît le clivage entre américano-libériens et autochtones.

## Présidence Samuel Doe (1986-1990)
Et le 12 avril 1980, le gouvernement est renversé lors d'un coup d'État mené par Samuel Doe (1951-1990), krahn), un autochtone qui prend le pouvoir. Il instaure rapidement une dictature.

## Guerres civiles

### Désastreuse guerre civile (1989-1997)
La guerre civile au Liberia a coûté la vie à près de 150 000 personnes, des civils pour la plupart, et a provoqué un effondrement total de l'État. Des milliers de personnes ayant été déplacées à l'intérieur du Liberia et hors de ses frontières, quelque 850 000 personnes se sont réfugiées dans les pays voisins. Les combats ont commencé à la fin de l'année 1989 et au début de l'année 1990, causant plusieurs centaines de morts lors des affrontements entre les forces gouvernementales et les combattants se réclamant d'un groupe d'opposition, le National Patriotic Front of Liberia (NPFL), dirigé par un ancien membre du Gouvernement, Charles Taylor. Charles Taylor est de père américano-libérien et de mère native. Après des études aux États-Unis, il est revenu en Afrique, s'est plongé dans les intrigues politiques et militaires ouest-africaines, et est devenu un chef de guerre, avide de profits financiers.
En 1989, le National Patriotic Front of Liberia (NPFL), le groupe d'opposition placé sous son autorité, s'organise. Ce mouvement prend les armes et s'empare rapidement d'une grande partie du pays sans rencontrer de résistance sérieuse de la part des forces gouvernementales. Les forces rivales ont des pratiques meurtrières très similaires. Néanmoins, l'avancée est stoppée aux portes de Monrovia. Dans le même temps, les membres de la Communauté économique des États de l'Afrique de l'Ouest (CEDEAO) décident l'envoi d'une force d'interposition, l'Economic Community of West African States Cease-fire Monitoring Group (ECOMOG), composée de 4 000 hommes. Ce contingent militaire, majoritairement nigérian, bloque la progression des troupes de Charles Taylor.
En 1990, un désaccord au sein du NPLF conduit Prince Johnson à faire sécession, et à créer l'Independent National Patriotic Front of Liberia (INPFL) avec un millier de dissidents. Le 9 septembre 1990, le président Doe est assassiné par Prince Johnson lors d'une visite aux troupes de l'ECOMOG. Le NPLF tente un nouvel assaut sur Monrovia en 1992, qui se solde par un échec. La situation s'enlise. Des chefs de guerre créent de nouvelles factions dissidentes. Les tentatives de résolution du conflit par la CEDEAO restent vaines.
Après la signature de l'accord de paix de Cotonou (Bénin) en 1993, négocié grâce à la CEDEAO, le Conseil de sécurité crée la Mission d'observation des Nations unies au Liberia (MONUL), avec pour mandat notamment de contrôler le respect de l'accord de paix, et d'en vérifier l'application impartiale par toutes les parties. La MINUL a été la première mission de maintien de la paix que l'Organisation des Nations unies a entreprise en coopération avec une mission de maintien de la paix déjà mise sur pied par une autre organisation.
Toutefois, des retards dans l'application des accords et la reprise des combats entre factions libériennes ont fait qu'il n'y a pas eu d'élections en février-mars 1994, comme prévu. Au cours des mois suivants, plusieurs accords supplémentaires, amendant et précisant certaines dispositions de l'accord de Cotonou ont été négociés. Grâce au cessez-le-feu en vigueur, les Nations unies ont pu observer le déroulement des élections de juillet 1997, avec trois ans de retard sur le calendrier initial. Charles Taylor fait campagne avec un slogan resté célèbre : « Il a tué mon père, il a tué ma mère. Je vais voter pour lui », signifiant ainsi son intention en cas d'échec de remettre le pays à feu et à sang. Le 19 juillet 1997, il est élu président de la république du Liberia avec 75 % des voix.

### Charles Taylor au pouvoir et reprise progressive de la guerre civile (1997-2003)
Après avoir été intronisé, le 2 août 1997, ce nouveau président, Charles Taylor, forme un gouvernement et annonce la mise en œuvre de mesures de réconciliation et d'unité nationale. L'objectif principal de la MONUL semble avoir été atteint. En novembre 1997, le mandat de la MONUL s'étant achevé le 30 septembre, l'ONU crée le Bureau d'appui des Nations unies pour la consolidation de la paix au Liberia (BANUL), dirigé par un représentant du secrétaire général. Sa tâche principale est d'aider le gouvernement à consolider la paix. En 1998, l'ECOMOG quitte le Liberia.
Toutefois, le gouvernement au pouvoir et les dirigeants de l'opposition se révèlent incapables de surmonter leurs différends. Entretemps, la promotion de la réconciliation nationale est affaiblie par les violations systématiques des droits de l'homme, l'exclusion et le harcèlement des opposants politiques et l'absence de réforme dans le secteur de la sécurité. Rien ne change vraiment pour la population, par rapport à la première guerre civile. Ces éléments contribuent à la reprise de la guerre civile au Liberia et poussent la communauté internationale à demander aux parties belligérantes de parvenir à un règlement négocié du conflit.
Les combats s'intensifient, les rebelles encerclent progressivement dans la capitale les forces de Charles Taylor, le risque d'une tragédie humanitaire se profile à nouveau. Le 8 juillet 2003, le secrétaire général décide de nommer Jacques Paul Klein (États-Unis) comme son représentant spécial pour le Liberia. Il lui confie la tâche de coordonner les activités des organismes des Nations unies au Liberia et d'appuyer les nouveaux accords. Le 29 juillet 2003, le secrétaire général décrit le déploiement en trois phases des troupes internationales au Liberia, aboutissant à la création d'une opération de maintien de la paix pluridimensionnelle des Nations unies (S/2003/769). La nomination de Jacques Paul Klein et la création d'une opération des Nations unies au Liberia mettent fin au mandat du BANUL. La situation au Liberia évolue ensuite rapidement. Le 1er août 2003, le Conseil de sécurité adopte la résolution 1497 (2003): autorisation de la mise en place d'une force multinationale au Liberia et d'une force de stabilisation de l'ONU déployée au plus tard le 1er octobre 2003. Parallèlement, le 18 août 2003, les parties libériennes signent à Accra un accord de paix global, dans lequel les parties demandent à l'Organisation des Nations unies de déployer une force au Liberia, en vertu du chapitre VII de la Charte des Nations unies. Celle-ci est chargée d'appuyer le Gouvernement transitoire national du Liberia et de faciliter l'application de cet accord. Grâce au déploiement ultérieur de la Mission de la Communauté économique des États de l'Afrique de l'Ouest au Liberia, la situation en matière de sécurité dans le pays s'améliore.
Les événements aboutissent à la création de la Mission des Nations unies au Liberia (MINUL), à la démission de Charles Taylor, le 11 août et à une passation pacifique des pouvoirs.
Le secrétaire général recommande que le Conseil de sécurité, agissant en vertu du chapitre VII de la Charte, autorise le déploiement d'une opération de maintien de la paix des Nations unies dotée d'effectifs d'un maximum de 15 000 hommes, dont 250 observateurs militaires, 160 officiers d'état-major et un maximum de 875 membres de la police civile, 5 unités armées constituées supplémentaires fortes chacune de 120 personnes, ainsi que d'une composante civile de taille appréciable et du personnel d'appui requis. La Mission des Nations unies au Liberia comporte des volets politiques, militaires, concernant la police civile, la justice pénale, les affaires civiles, les droits de l'homme, la parité hommes-femmes, la protection de l'enfance, un programme « Désarmement, Démobilisation, Réinsertion », ainsi que, le moment venu, un volet électoral. Elle comporte un mécanisme de coordination de ses activités avec celles des organismes humanitaires et de la communauté du développement. Elle agit en étroite coordination avec la CEDEAO et l'Union africaine. Afin d'assurer une action coordonnée des Nations unies face aux nombreux problèmes de la sous-région, la Mission doit travailler également en étroite collaboration avec la Mission des Nations unies en Sierra Leone (MINUSIL), la Mission des Nations unies en Côte d'Ivoire (MINUCI) et le Bureau des Nations unies pour l'Afrique de l'Ouest.
Dans son rapport, le secrétaire général fait observer que la passation des pouvoirs du président Charles Taylor au vice-président Moses Blah et la signature, par les parties libériennes, de l'accord de paix global offrent une occasion unique de mettre un terme aux souffrances du peuple libérien et de trouver une solution pacifique à un conflit qui avait été l'épicentre de l'instabilité dans la sous-région. Il souligne que si l'Organisation des Nations unies et la communauté internationale dans son ensemble sont prêtes à soutenir le processus de paix libérien, c'est aux parties libériennes elles-mêmes qu'incombe la responsabilité première de la réussite de l'accord de paix.

### Création de la Mission des Nations unies au Liberia et préparation des élections d'octobre (2003-2005)
- Mission des Nations unies au Liberia

Le 19 septembre 2003, le Conseil de sécurité a adopté à l'unanimité la résolution 1509 (2003), en remerciant le secrétaire général de son rapport du 11 septembre 2003 et de ses recommandations. Il a décidé que la MINUL comprendrait 15 000 membres du personnel militaire des Nations unies, dont un maximum de 250 observateurs militaires et 160 officiers d'état-major, et jusqu'à 1 115 fonctionnaires de la police civile, dont des unités constituées pour prêter leur concours au maintien de l'ordre sur tout le territoire du Liberia, ainsi que la composante civile appropriée. La Mission a été créée pour une période de 12 mois. Il a prié le secrétaire général d'assurer le 1er octobre 2003 la passation des pouvoirs des forces de l'ECOMOG dirigées par la CEDEAO à la MINUL.
Comme prévu, la Mission des Nations unies au Liberia (MINUL) a assuré les fonctions de maintien de la paix des forces de la Mission de la CEDEAO au Liberia (ECOMIL) le 1er octobre. Les quelque 3 500 soldats ouest-africains qui avaient fait partie des troupes avancées de l'ECOMIL ont provisoirement coiffé un béret de soldat de la paix des Nations unies. Dans un communiqué paru le même jour, le secrétaire général a accueilli avec satisfaction cette très importante évolution et a salué le rôle joué par la CEDEAO dans l'instauration du climat de sécurité qui a ouvert la voie au déploiement de la MINUL. Il a rendu hommage aux gouvernements du Bénin, de la Gambie, de la Guinée-Bissau, du Mali, du Nigeria, du Sénégal et du Togo pour leur contribution à la MINUL, ainsi qu'aux États-Unis pour leur appui à la force régionale. Le secrétaire général s'est dit confiant dans le fait que la MINUL pourrait être en mesure de contribuer de manière importante au règlement du conflit au Liberia pour autant que toutes les parties concernées coopèrent pleinement avec elle et que la communauté internationale fournisse les ressources nécessaires.

## Transition politique (2003-2006)
Après le départ de Charles Taylor (1948-), une transition politique débute par la tenue d'élections législatives et présidentielles. La campagne électorale se déroule sans incidents notoires, notamment grâce à la présence de 15 000 Casques bleus de l'UNMIL, présents dans le pays depuis octobre 2003. Deux courtes présidences se succèdent, avec tout d'abord Moses Blah, ancien vice-président de Charles Taylor à qui celui-ci  a transmis le flambeau lorsqu'il a démissionné : Moses Blah assure un intérim pendant quelques mois, le temps que des négociations, organisées à Accra entre les différentes parties, aboutissent. Gyude Bryant lui succède. C'est un homme d’affaires. Mais il est aussi l’un des fondateurs, en 1984, du Liberia Action Party (LAP), dont il est devenu le président en 1992, deux ans après le début de la première guerre civile. Bryant n’a pas quitté son pays pendant les guerres civiles. Il a ensuite été un président de transition, pendant deux ans et quelques mois, avant les élections présidentielles prévues par la paix d'Accra, et organisées fin 2005.
Le 11 octobre 2005, les Libériens sont effectivement appelés aux urnes pour élire leur président, comme prévu dans l'Accord de paix d'Accra. Parmi les vingt-deux candidats, George Weah (un ancien footballeur reconverti dans la politique) et Ellen Johnson Sirleaf (une économiste et ancienne responsable au sein de la Banque mondiale), sont les favoris dans les sondages.
Le 21 octobre, la Commission nationale électorale (NEC) annonce que George Weah (1966-) a obtenu 28,3 % des voix, devançant Ellen Johnson-Sirleaf qui a obtenu 19,8 %. Ces derniers participent donc au second tour qui a eu lieu le 8 novembre. Les résultats définitifs de ce premier tour sont rendus public le 26 octobre, après l'examen des vingt réclamations concernant des fraudes éventuelles. Concernant les élections législatives, le Congrès pour le changement démocratique (CDC) de George Weah a obtenu 3 sièges sur 26 au Sénat et 15 sur 64 à la Chambre des représentants. Le Parti de l'unité d'Ellen Johnson Sirleaf a obtenu 3 sièges au Sénat et 9 à la Chambre des représentants. Le taux de participation a été de 74,9 %.
Le 8 novembre a lieu le second tour de l'élection présidentielle. George Weah a réuni autour de lui plusieurs hommes politiques de poids, comme Winston Tubman (quatrième au premier tour), Varney Sherman (cinquième au premier tour) et Sekou Conneh (ancien chef de la rébellion du LURD (Libériens unis pour la réconciliation et la démocratie)). Ellen Johnson Sirleaf a comme soutien uniquement des hommes politiques de second plan, mais elle espère profiter d'un vote massif des femmes en sa faveur au moment de l'élection qui fasse d'elle la première femme démocratiquement élue président en Afrique. Le 23 novembre, la Commission électorale nationale (NEC) annonce les résultats définitifs qui déclarent vainqueur Ellen Johnson Sirleaf (1938-) avec 59,4 % des votes, contre 40,6 % pour George Weah. Le nouveau président doit prêter serment le 16 janvier 2006.

## Présidences Ellen Johnson Sirleaf (2006-2018)
Au sujet de la formation de son gouvernement, Ellen Johnson Sirleaf (1938-) a affirmé son intention de « former un gouvernement d'unité qui dépassera les lignes de fracture entre les partis, les ethnies, et les religions ». Avançant comme unique condition le fait de ne pas être corrompu, elle n'exclut pas la participation de George Weah au gouvernement, en déclarant : « Mais le pays ne va pas cesser de fonctionner s'il n'est pas dans le gouvernement. Nous allons avancer, avec ou sans lui »
Ellen Johnson Sirleaf prête serment le 16 janvier en présence de nombreux personnages politiques, dont le perdant du second tour, George Weah. Au niveau international on peut noter la présence marquée pour l'aboutissement du processus de transition de la secrétaire d'État américaine Condoleezza Rice, accompagnée de la première dame Laura Bush et de sa fille. Les officiels présents pour l'Afrique étaient le président Thabo Mbeki (Afrique du Sud), Abdoulaye Wade (Sénégal), Mamadou Tandja (Niger), John Kufuor (Ghana) et Ahmad Tejan Kabbah (Sierra Leone). La France était représentée par Brigitte Girardin, ministre délégué à la Coopération, au Développement et à la Francophonie, la Chine par le ministre des Affaires étrangères Li Zhaoxing, la Guinée par le Premier ministre Cellou Dalein Diallo et la Côte d'Ivoire par Simone Gbagbo, épouse du président Laurent Gbagbo. Lors de son discours, elle a une fois de plus mis l'accent sur le fait que son gouvernement sera d'union nationale : « Mon gouvernement tendra la main de l'amitié et de la solidarité pour rallier tous les partis politiques [...] en tournant le dos à nos différences » et que la lutte contre la corruption sera l'une de ses priorités. Elle remplace donc officiellement Gyude Bryant. Concernant le Parlement, les deux nouveaux présidents de chacune des chambres ont également prêté serment ce même jour. Il s'agit d'Isaac Nyenabo pour le Sénat et d'Edwin Snowe pour l'Assemblée nationale.
L'ancien président Charles Taylor (1948-) est jugé pour l'armement et le soutien aux rebelles de Sierra Leone depuis le 7 janvier 2008 à La Haye. Il plaide non coupable.
Constatant une certaine stabilité politique, la Banque européenne d'investissement accorde le 15 mai 2009 un prêt de 3,5 millions d'euros au Liberia pour le soutien de la micro finance dans ce pays ainsi que la suspension des remboursements de l'encours du solde de la dette jusqu'en 2012. Mais la corruption continue de gangrener le système politique, malgré les intentions initialement affichées
Ellen Johnson Sirleaf remporte à nouveau l’élection présidentielle de 2011. Le taux de participation aux votes est faible, 37,4 %.
En 2014, le Liberia, avec ses voisins la Guinée et la Sierra Leone, est touché par une épidémie de maladie à virus Ebola, qui désorganise sérieusement la vie du pays. Cette épidémie fait des milliers de morts.

## Présidence George Weah (2018-2024)
Le 26 décembre 2017, lors d'une nouvelle présidentielle, George Weah (1966-) est élu avec 61,5 % des voix au suffrage universel face au vice-président sortant, Joseph Boakai, qui en obtient 38,5 %. Il met l'accent sur la lutte anticorruption et sur l'éducation. La situation économique dont hérite le nouveau président reste délicate, avec le poids de la dette sur le budget de l'État, et une inflation importante. À partir de juin 2019, l'état de grâce de George Weah est terminé : des manifestations sont organisées contre sa politique économique.

## Galerie de quelques responsables politiques depuis 2000
Présidence

Charles Taylor 1997-2003
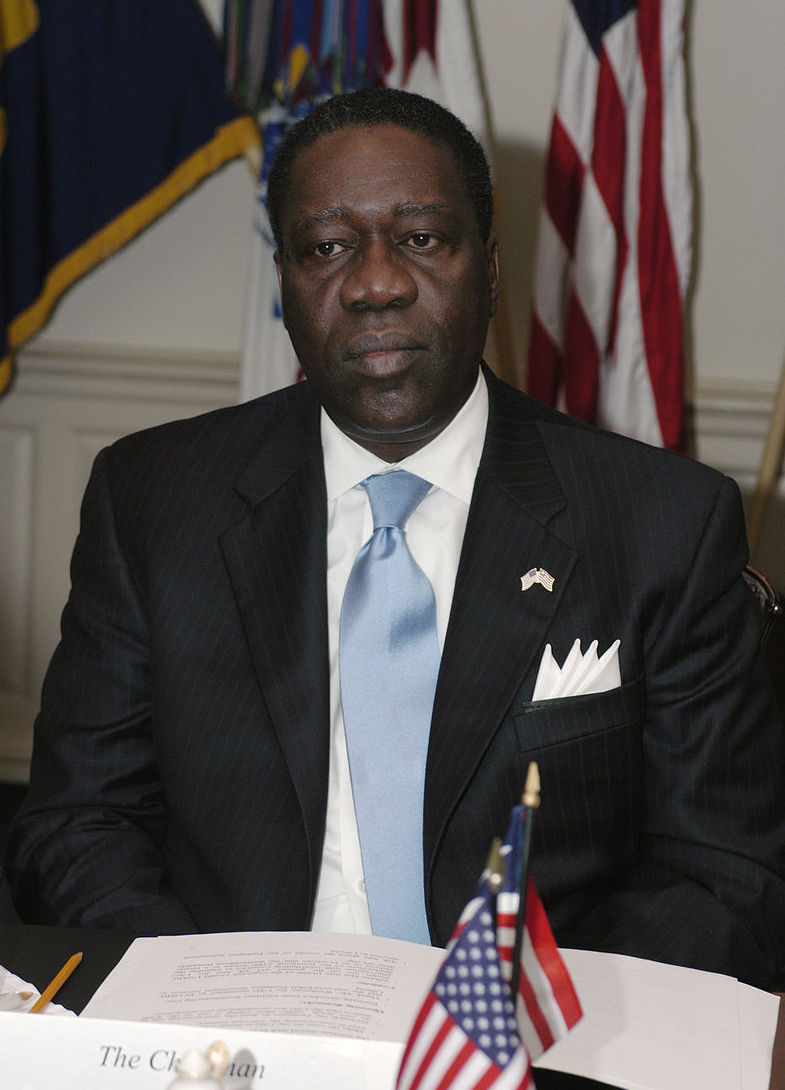
Gyude Bryant 2003-2006
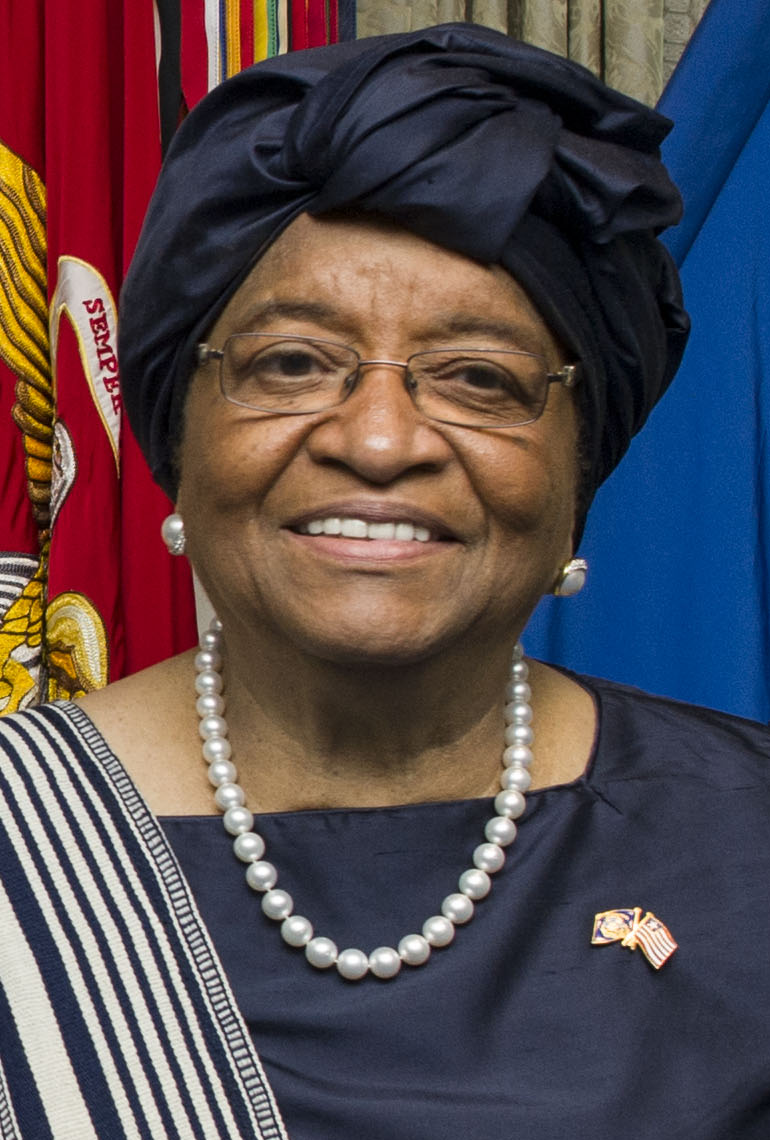
Ellen Johnson Sirleaf 2006-2018
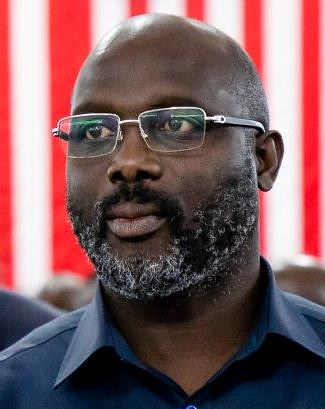
George Weah 2018-2024
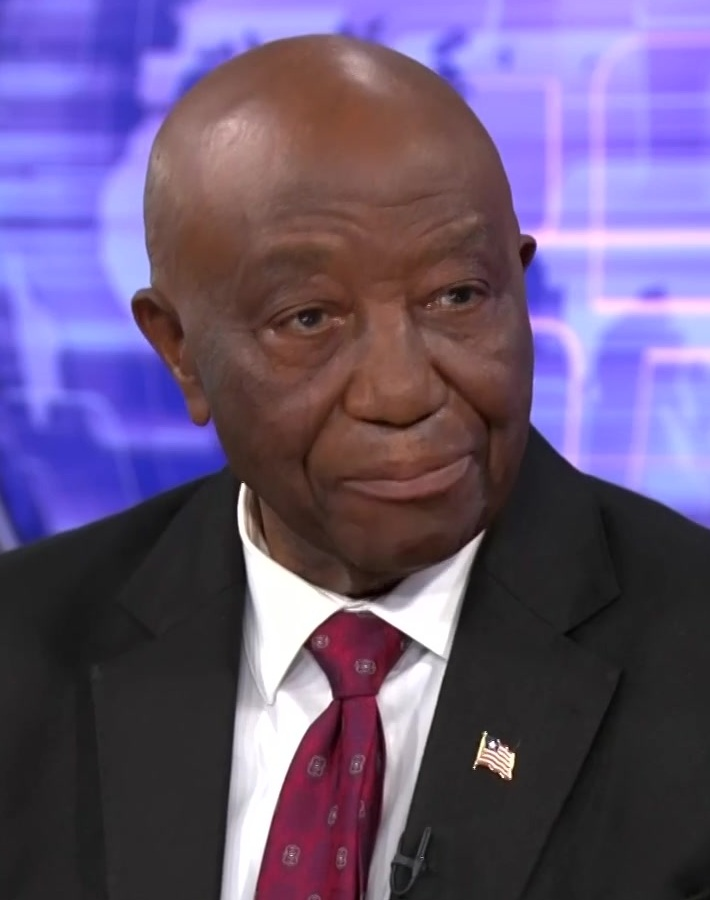
Joseph Boakai 2024-présent

Vice-présidence

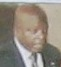
Moses Blah 2000-2003
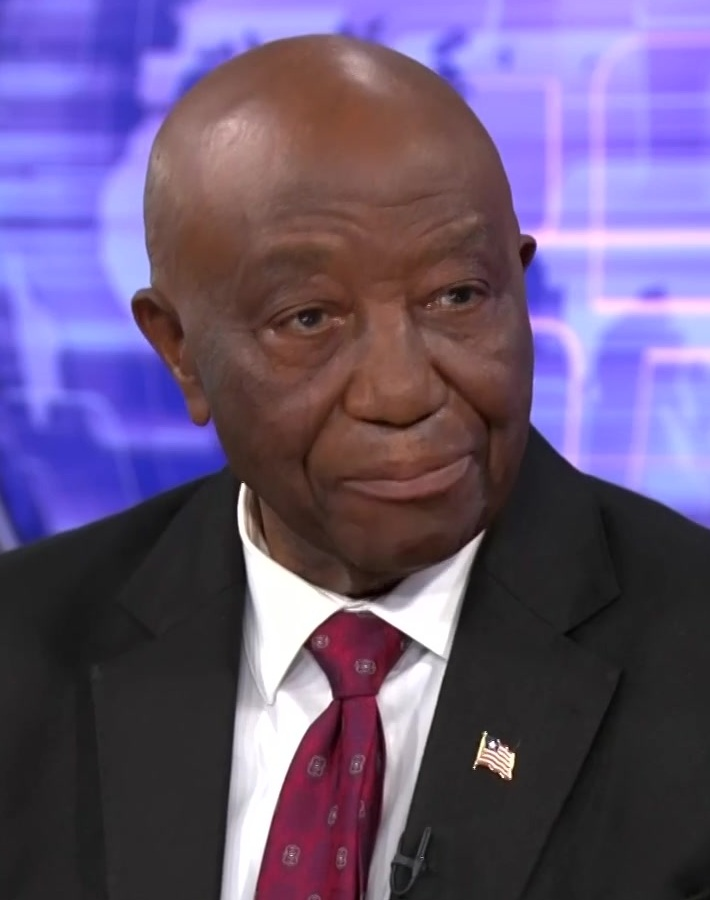
Joseph Boakai 2006-2018
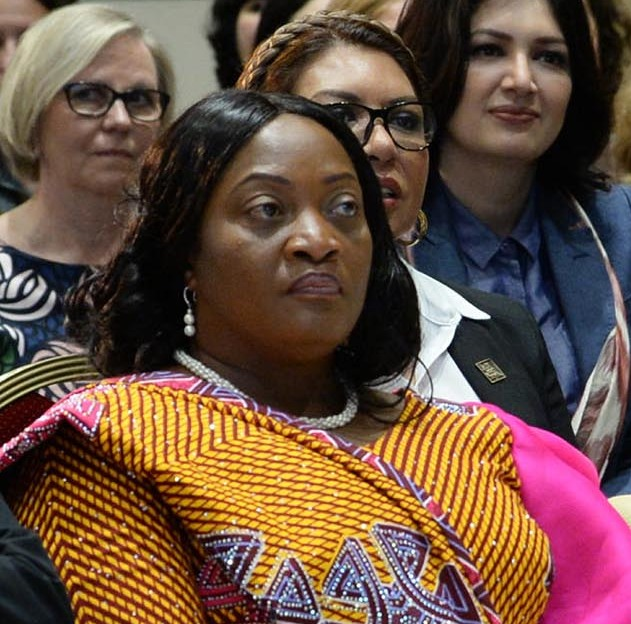
Jewel Taylor 2018-2024
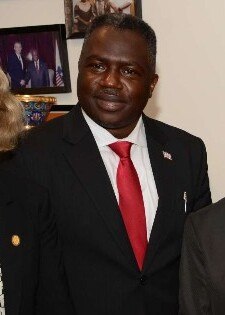
Jeremiah Koung 2024-présent